# Phaedyma helicopis
Phaedyma helicopis är en fjärilsart som beskrevs av Jean Baptiste Godart 1823. Phaedyma helicopis ingår i släktet Phaedyma och familjen praktfjärilar. Inga underarter finns listade i Catalogue of Life.